# أونا مولالي
أونا مولالي (بالإنجليزية: Una Mullally)‏ هي صحفية إيرلندية ومذيعة وكاتبة عمود في جريدة ذا آيريش تايمز The Irish Times والغارديان The Guardian.

## حياتها المهنية
كانت مولالي في السابق مراسلة وكاتبة عمود صحفي في صحيفة منبر الأحد Sunday Tribune وكاتبة عمود في ذا دبلينر The Dubliner. قدمت مولالي عرض الموسيقى البديلة Ceol ar an Imeall ("Music on the Edge") لـفريق TG4. كانت واحدة من الحاصلين على جائزة اختيار موسيقى 2007. بدأت التدوين في مدونة بوب لايف "Pop Life" لجريدة ذا آيريش تايمز The Irish Times في عام 2012.
كتبت كتاب التاريخ باسم الحب ووثقت حركة الزواج من نفس الجنس في أيرلندا.
ناقشت مولالي في مقال نشرته صحيفة ذا آيريش تايمز The Irish Times في 27 أبريل 2015 صعوبات الاعتراف بمثليي الجنس في سياق التشخيص الرهيب الذي تلقته مؤخراً - وهو سرطان القولون والمستقيم. عندما أخذت الممرضة تفاصيل عن أقرب أقاربها، اعترفت مولالي بالتردد قبل ذكر شريكتها سارة. لقيت مقالة مولالي استحسانًا. وفي مقابلة مع راي دارسي على راديو 1 الإذاعية، أكدت أن السرطان قد انتشر في العقد اللمفية.
فازت مولالي في مارس 2015 بجائزة صحفي العام في حفل جوائز حقوق المثليين. تعيش في دبلن. من ساوثسايد، تعيش على الجانب الشمالي من المدينة.

## روابط خارجية
- Una Mullally at آيرش تايمز  [لغات أخرى]‏ ("Pop Life")